# Pandiaka heudelotii
Pandiaka heudelotii är en amarantväxtart som först beskrevs av Horace Bénédict Alfred Moquin-Tandon, och fick sitt nu gällande namn av William Philip Hiern. Pandiaka heudelotii ingår i släktet Pandiaka och familjen amarantväxter. Inga underarter finns listade i Catalogue of Life.